# Réti farkaspók
A réti farkaspók (Hogna radiata) a farkaspókfélék (Lycosidea) család Hogna nemének egyetlen képviselője. Elterjedése Közép-Európától Észak-Afrikán át Közép-Ázsiáig tart.

## Megjelenés
Testhosszuk: hímeké 9-18 mm, nőstényeké 12-25 mm. Nőstények - a pókokra jellemzően - nagyobbak, mint a hímek. Fekete-barna rejtőszínük van. Előtestük barna, amely világostól sötétig terjedhet, esetenként narancsos árnyalattal. Oldalsávjuk vastag, szegélye csipkézett barnától sárga árnyalatú. Utótestének háti oldala világostól sötétbarna. Oldaluk színe fakóbarnától krémszínűig változhat. Nyolc lábukon a sárgás színt semmi nem töri meg egészen a 4. lábízig, ahol alsó felén fekete mintákat fedezhetünk föl.
A hímek sárgásabbak a nőstényeknél.

## Életmód
Nappal aktívak, előnyben részesítik a meleg, száraz, füves területeket. Ragadozók. Nem készítenek hálót, zsákmányukat mérgükkel ölik meg, miután elkapták. Vadászatuk egy egészen érdekes folyamat, mely során ráfut áldozatára, majd miután lábaikkal megfogták, megmarják. Ezután az elejtett prédát csáprágóikkal megfogva elcipelik, majd elfogyasztják.

## Szaporodás
Ősszel történő párzást követően, miután kikeltek a kokonból, a kicsiket az anyaállat a hátukon hordozza. Április-májusban már egyedül vannak.

## Előfordulás
Észak-Európát leszámítva egész Európában honos, ezen kívül Észak-Afrikában és Közép-Ázsiáig is. Fás, füves puszták lakója, a meleget részesíti előnyben. Kertekben, parkokban is megtalálható.